# Biure
Biure är en kommun i Spanien.   Den ligger i provinsen Província de Girona och regionen Katalonien, i den östra delen av landet, 600 km öster om huvudstaden Madrid. Antalet invånare är 249. Arean är 10,0 kvadratkilometer. Biure gränsar till Capmany, Masarac, Pont de Molins, Boadella i les Escaules och Darnius. 
Terrängen i Biure är huvudsakligen platt, men åt nordväst är den kuperad.